# Aplao (distrito)
O Distrito peruano de Aplao é um dos catorze distritos que formam a Província de Castilla, situada no Departamento de Arequipa, pertencente a Região Arequipa, Peru.

## Transporte
O distrito de Aplao é servido pela seguinte rodovia:
- AR-105, que liga o distrito de Majes à cidade de Puyca
- AR-106, que liga o distrito à cidade de Huambo[2][3][4]